# Космос-482
Космос-482 — автоматическая межпланетная станция, дублирующая станцию «Венера-8» по конструкции, составу бортовых систем и научной аппаратуре. Запуск был произведён в пятницу 31 марта 1972 года в 7 часов 2 минуты 33 секунды с помощью ракеты-носителя «Молния-М». Первые три ступени ракеты-носителя отработали штатно, обеспечив выведение головного блока на опорную околоземную орбиту. Однако на межпланетную траекторию станция не вышла вследствие аварии разгонного блока НВЛ, проработавшего только 125 секунд из положенных 192. Аппарат, получивший название «Космос-482», остался на околоземной эллиптической орбите, но в связи с постепенным снижением перигея и апогея падение спутника на землю было неизбежно.
По сообщению Госкорпорации «Роскосмос», аппарат вошёл в плотные слои атмосферы в 9:24 по Москве (6:24 UTC) 10 мая 2025 года в 560 км западнее острова Средний Андаман и упал в Индийском океане западнее Джакарты.